# الزباعة (حجة)

تعديل مصدري - تعديل

الزباعة هي إحدى قرى عزلة جبل عيان بمديرية حجة التابعة لمحافظة حجة، بلغ تعداد سكانها 294 نسمة حسب تعداد اليمن لعام 2004.